# Copiapoa australis
Copiapoa australis es una especie de planta suculenta perteneciente al género Copiapoa, dentro de la familia Cactaceae. Es endémica del norte de Chile (desierto de Atacama).

## Descripción
Copiapoa australis es una especie de cactus que crece formando pequeños grupos. Los tallos son de color gris verdoso oscuro, miden hasta 7 cm de alto y de 2 a 5 cm de diámetro. Son de consistencia blanda-carnosa y tienen las raíces largas y tuberosas, con un cuello notoriamente largo y delgado.
Presentan de 8 a 10 costillas divididas en tubérculos obtusos, de hasta 0,5 cm de profundidad y 0,8 cm de diámetro. Sobre ellas se asientan areolas redondas de 3 mm de diámetro que se desprenden fácilmente. Tienen espinas que aunque inicialmente son de color negro, se vuelven grises con el tiempo. Entre ellas se distinguen hasta 4 espinas centrales gruesas y aciculares, de hasta 2,5 cm de largo, que aunque suelen ser rectas, algunas se encuentran ligeramente dobladas hacia abajo. También hay de 6 a 8 espinas radiales más pequeñas y finas que las centrales, dirigidas hacia los lados y de hasta 0,7 cm de largo.
Las flores tienen forma de embudo, son pequeñas y miden hasta 2,5 cm de largo. Las piezas exteriores del perianto son verdosas con las puntas rojizas y los tépalos interiores son de color amarillo dorado. El pericarpelo es de 0,5 cm de largo y se encuentra ligeramente contraído apicalmente, y el estilo es verdoso hacia la base. Los frutos son globulares y de color rojizo al madurar.

## Distribución y hábitat
El área de distribución nativa de esta especie es el norte de Chile (concretamente en el desierto de Atacama)  y crece principalmente en biomas desérticos o de matorrales secos, tanto en terrenos abiertos como en las grietas de las rocas de cerros costeros. 

## Taxonomía
La primera descripción de esta especie fue como Copiapoa humilis subsp. australis, publicada en 2004 por el botánico Paul Hoxey en la revista científica British Cactus and Succulent Journal 22: 39.
Posteriormente, los botánicos Helmut Walter e Isabel Larridon la elevaron a la categoría de especie, pasando a llamarse Copiapoa australis y anotando estos cambios en el libro The American Botanist and Florist 102: 1516 en el año 2015.

Etimología
- Copiapoa: nombre genérico que hace referencia a la ciudad chilena de Copiapó, ubicada en el desierto de Atacama, lugar donde se encuentran la mayoría de las especies de este género.
- australis: epíteto específico que proviene del latín australis, que significa "del sur" o "austral", haciendo referencia que se localiza al sur del desierto de Atacama.[4]

## Estado de conservación
En la Lista Roja de Especies Amenazadas de la UICN, la especie está clasificada como “En Peligro Crítico (CR)”.
Señalar que la especie sufre una disminución continua en el número de individuos debido al deterioro del hábitat por efecto de la disminución en las precipitaciones por el cambio climático. Además tiene un efecto muy negativo la recolección ilegal para las colecciones internacionales y la depredación por parte de los guanacos.

## Usos
Se cultiva principalmente como planta ornamental y su propagación se realiza a través de esquejes o semillas.